# さそり座ラムダ星
さそり座λ星は、さそり座の恒星で2等星。さそり座ではアンタレスに次いで明るい恒星である。

## 特徴
青白色の準巨星。ケフェウス座β型変光星であり、わずかに変光するが、変光範囲が小さいので眼視観測ではこの変光はわからない。
この星は3つの星からなる重星である。λ星Bは15等星で、λ星Aとλ星Bは42秒離れている。λ星Cは12等星で、λ星Aからは95秒離れている。ただし、これらが物理的な影響を及ぼしあう連星であるのかどうかは知られていない。もし連星だとするなら、AとBの間は7,500天文単位、AとCの間は17,000天文単位（0.27光年）離れていることになる。
また、さそり座υ星とは肉眼でも見える重星となっている。中国では「尾宿」日本では「おとどい星」とも言われる。
分光・干渉観測によって、λ星Aは三重連星であり、2個のB型星と1個の前主系列星から成っていることがわかった。主星はケフェウス座β型変光星である 。前主系列星は6日の公転周期を持ち、B星は1053日の公転周期を持っている。3個の星は同じ公転面の上にあり、従ってこれらの3つの星が同時に誕生したことを強く示唆している。主星、前主系列星、B星はそれぞれ太陽質量で10.4±1.3、1.8±0.2、8.1±1.0である。星系の年齢は1000万年-1300万年程度と見積もられている。
干渉観測と分光観測では星系までの距離を他の手法からは独立で求めることができ、これによると星系までの距離は112±5パーセクであった。

## 名称
学名はλ Scorpii（略称はλ Sco）。固有名シャウラ (Shaula) はアラビア語で針を意味する اَلشَّوْلَة（al-shawla(h)もしくはal-shaula(h), アッ＝シャウラ）から来たとされるが、11世紀のイスラム世界の知識人アブー・ライハーン・アル・ビールーニーは「 (尾が) もたげられた、上げられた」という意味の مُشَالة（mushāla(h), ムシャーラ）から来たとしている。2016年7月20日に国際天文学連合の恒星の命名に関するワーキンググループ (Working Group on Star Names, WGSN) は、Shaula をさそり座λ星の固有名として正式に承認した。
中国語では尾宿八と呼ばれる。